# Paolo Marzotto

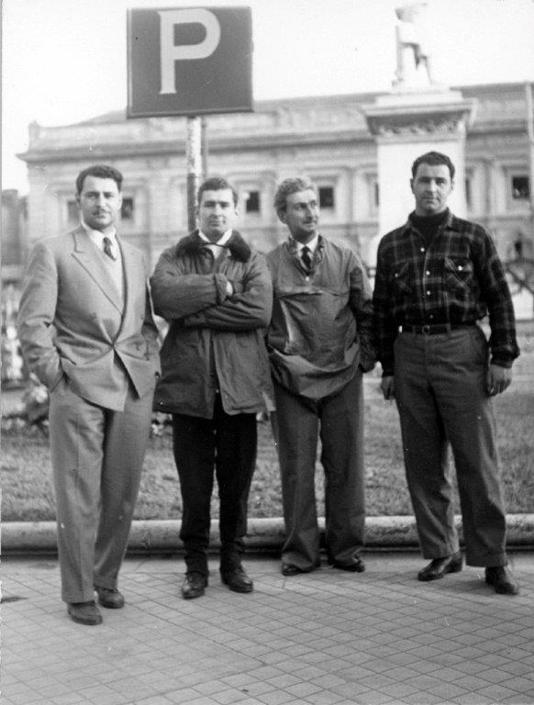
Die vier Marzotto-Brüder. Paolo ist der Zweite von links

Conte Paolo Carlo Orazio Marzotto (* 9. September 1930 in Valdagno; † 25. Mai 2020 in Vicenza) war ein italienischer Autorennfahrer und Unternehmer.

## Karriere
Paolo Marzotto entstammt der Marzotto-Dynastie, die in der ersten Hälfte des 20. Jahrhunderts durch ein Textilunternehmen zu großem Reichtum gekommen war. Heute gehört der Textilkonzern zur Valentino Fashion Group. Wie seine drei Brüder, Gianni, Umberto und Vittorio, bestritt Paolo als Amateur in den 1940er- und 1950er-Jahren Sportwagenrennen.
Seine Rennsportkarriere begann 1948 bei der Mille Miglia, an der er bis 1955 in jedem Jahr teilnahm. Seinen ersten größeren Erfolg feierte er bei der Coppa d’Oro di Sicilia, 1951, wo er auf einem Ferrari 166MM Zweiter in der Gesamtwertung wurde. Im selben Jahre wurde er Vierter bei der Mille Miglia. Seine beste Saison bestritt er 1952, als er den Giro di Sicilia, die Coppa d’Oro delle Dolomiti, den Giro delle Calabrie, den Circuito di Senigallia und die 12 Stunden von Pescara gewinnen konnte. 1953 war er erneut in Senigallia und bei der Coppa d’Oro delle Dolomiti erfolgreich.
Dreimal war er auch beim 24-Stunden-Rennen von Le Mans am Start. 1953 erreichte er, zusammen mit seinem Bruder Giannino, auf einem Ferrari 375MM den 5. Platz im Gesamtklassement. Nach dem 24-Stunden-Rennen von Le Mans 1955 trat er vom Rennsport zurück, um im familieneigenen Unternehmen zu arbeiten.
Er starb im Mai 2020.

## Statistik

### Le-Mans-Ergebnisse
| Jahr | Team             | Fahrzeug                 | Teamkollege         | Platzierung | Ausfallgrund     |
| ---- | ---------------- | ------------------------ | ------------------- | ----------- | ---------------- |
| 1953 | Scuderia Ferrari | Ferrari 340MM Berlinetta | Gianni Marzotto     | Rang 5      |                  |
| 1954 | Scuderia Ferrari | Ferrari 375 Plus         | Umberto Maglioli    | Ausfall     | Kraftübertragung |
| 1955 | Scuderia Ferrari | Ferrari 121LM            | Eugenio Castellotti | Ausfall     | Motorschaden     |

### Einzelergebnisse in der Sportwagen-Weltmeisterschaft
| Saison | Team             | Rennwagen                   | 1   | 2   | 3   | 4   | 5   | 6   | 7   |
| ------ | ---------------- | --------------------------- | --- | --- | --- | --- | --- | --- | --- |
| 1953   | Scuderia Ferrari | Ferrari 250MM Ferrari 340MM | SEB | MIM | LEM | SPA | NÜR | RTT | CAP |
| 1953   | Scuderia Ferrari | Ferrari 250MM Ferrari 340MM |     | DNF | 5   |     |     |     |     |
| 1954   | Scuderia Ferrari | Ferrari 375 Plus            | BUA | SEB | MIM | LEM | RTT | CAP |     |
| 1954   | Scuderia Ferrari | Ferrari 375 Plus            |     |     | DNF | DNF |     |     |     |
| 1955   | Scuderia Ferrari | Ferrari 118LM Ferrari 121LM | BUA | SEB | MIM | LEM | RTT | TAR |     |
| 1955   | Scuderia Ferrari | Ferrari 118LM Ferrari 121LM |     |     | DNF | DNF |     |     |     |